# Comaéos de Mégare

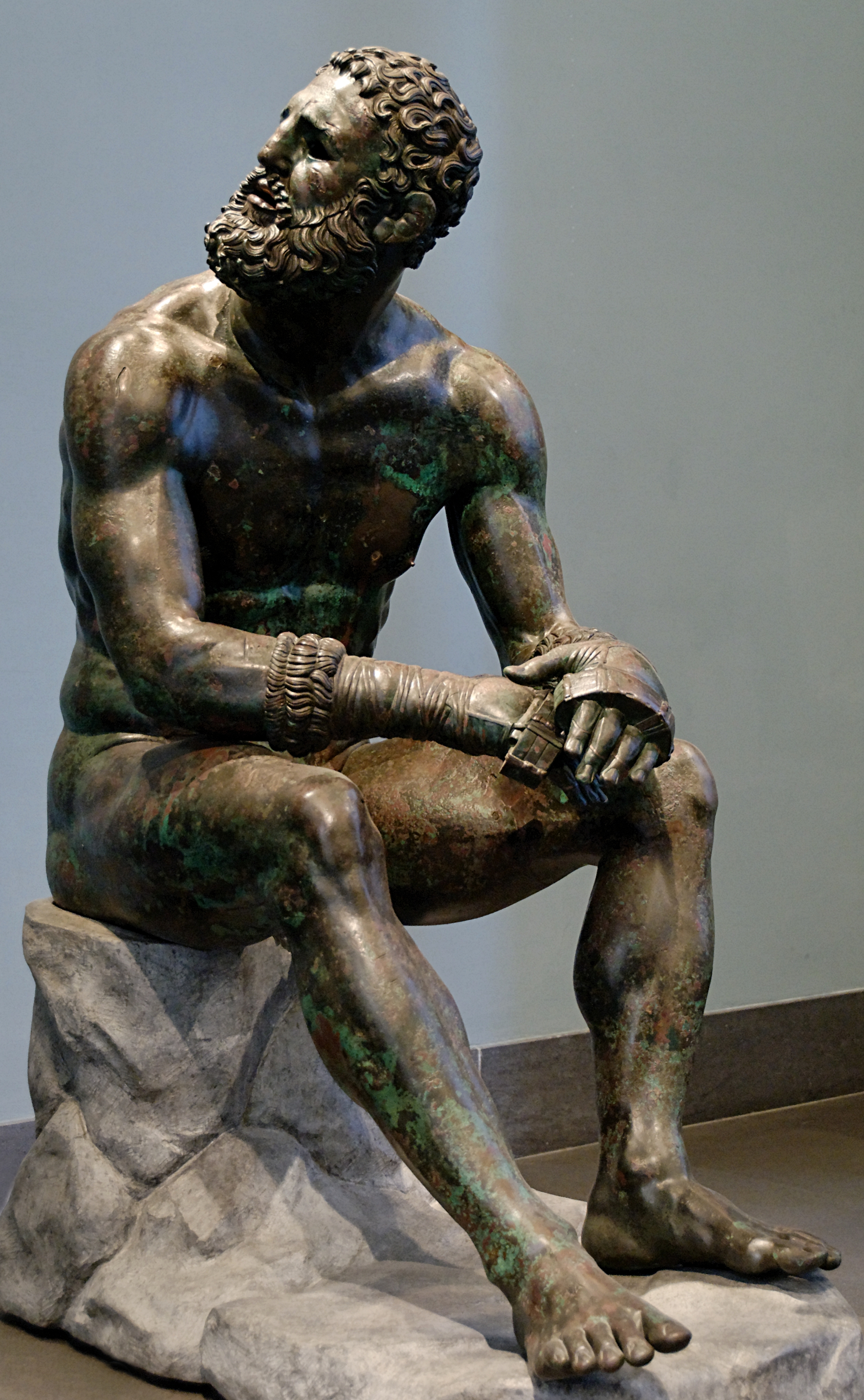
Pugiliste

Comaéos de Mégare (grec ancien : Κομαίος ο Μεγαρεύς) est un vainqueur olympique originaire de la cité de Mégare.
Il remporta le pugilat lors des 32e Jeux olympiques, en 652 av. J.-C.,. Pour s'imposer, il aurait successivement vaincu trois frères (dont le nom n'est pas conservé).
Lors des mêmes Jeux, son frère, Cratinos de Mégare, remporta la course à pied du stadion d'une longueur d'un stade (environ 192 m). Ce fut la première fois que deux frères remportèrent une couronne olympique lors des mêmes Jeux.

## Sources
- (en) Mark Golden, Sport in the Ancient World from A to Z, Londres, Routledge, 2004, 184 p. (ISBN 0-415-24881-7).
- (en) David Matz, Greek and Roman Sport : A Dictionnary of Athletes and Events from the Eighth Century B. C. to the Third Century A. D., Jefferson et Londres, McFarland & Company, 1991, 169 p. (ISBN 0-89950-558-9)